# Svartuddslandet
Svartuddslandet är en tidigare småort i Oxelösunds kommun. Det är kommunens enda småort och den avgränsades första gången av SCB år 2005. 2015 hade småorten vuxit samman med Oxelösunds tätort.